# Barmou
Barmou este o comună rurală din departamentul Tahoua, regiunea Tahoua, Niger, cu o populație de 34.987 de locuitori (2001).